# Reški legionarji
Reški legionarji, italijanski vojaški prostovoljci, ki so se 1919-1920 bojevali na Reki za njeno priključitev k Italiji.
Po razpadu Avstro-Ogrske so Reko zasedle antantne sile, ker je   londonski tajni sporazum in pogajanja na ministrski konferenci nista prisodila Italiji. Aneksionistično usmerjeni italijanski Narodni svet (Consiglio nazionale), ki je upravljal Državo Reka, je iz prostovoljcev 13. junija 1919 ustanovil Reško legijo. Legija, ki naj bi branila mesto pred morebitnimi vojaškimi načrti Kraljevine SHS, je opravljala teroristične akcije proti avtonomistom in zavezniškim silam; 6. julija je bilo ubitih več francoskih vojakov. Septembra je pesnik Gabriele D'Annunzio zbral na Ronkah pri Trstu  skupino prostovoljcev (legionari di Ronchi) in jih 12. septembra 1919 vodil pri pohodu na Reko. S pomočjo aneksionistov in italijanskih zasedbenih sil je prevzel oblast na Reki in pripravljal priključitev mesta Italiji. Njegova ravnanja so postala poglavitna sporna točka v jugoslovansko-italijanskih razmejitvenih pogajanjih. Dne 8. septembra 1920 je razglasil italijansko regenco Kvarnerja (Reggenza italiana del Carnaro) kot zasebno reško državico. Ker ni priznal rapalske mirovne pogodbe, se je z legionarji izkrcal na Rabu in Krku, ki sta po pogodbi pripadala Kraljevini SHS. Ker ni upošteval ukaza italijanske vlade, in ni hotel umakniti legionarjev z Reke, je mesto italijanska vojska obkolila in ga s topovi obstreljevala. Legionarji so začeli zapuščati Reko 18. januarja 1920, z njimi je odšel tudi D'Annunzio; reška avantura »pesnika komandanta« je znana tudi kot danunciada.